# Насосно-компресорні труби

Насосно-компресорні труби

Муфта (б) і насосно-компресорні труби: а — нерівноміцні; в — рівноміцні

Насосно-компресорні труби (англ. air pumping pipe, tubing string, нім. Pumpkompresseurrohr) — труби, які призначені для експлуатації та ремонту свердловин. 

## Загальний опис
При експлуатації свердловин насосно-компресорні труби є каналом для підйому рідини від насоса на поверхню . Насосно-компресорні труби застосовують не тільки при всіх способах експлуатації нафтових свердловин, але і при підземному ремонті – промиванні піщаних пробок, гідророзриві шару, солянокислотній обробці і т.д.
Умови роботи труб при штанговій глибинонасосній експлуатації найважчі: навантаження на труби обумовлюються не тільки власною вагою колони, але й циклічним навантаженням, обумовленим вагою рідини, що відкачується, а також силами тертя. Крім того, колона труб повинна витримувати додаткове навантаження — вагу штанг у випадку їхнього обриву. Крім цього вони піддаються вигину при скривленому стовбурі свердловини і впливу корозійного середовища. Важкі умови роботи труб обумовлюють використання спеціальних матеріалів і технології виробництва НКТ. Їх виготовляють методом гарячої прокатки з вуглецевих чи легованих сталей двох типів — гладкі і з висадженими кінцями (таблиця 6.1). На обох кінцях труб, мається різьблення для їх з'єднання однієї з одною за допомогою муфт (рис. ). Насосно-компресорні труби випускаються розмірами (діаметром) 33, 42, 48, 60, 73, 89, 102, 114 зі сталей марок Д, К, Е, Л, М.
Насосно-компресорні труби у фонтанних свердловинах залежно від схеми підйомника піддаються або розтягуючим або стискаючим навантаженням.
При підвішуванні труб у трубній голівці фонтанної арматури та при незафіксованому низу труб колона працює на розтяг і максимальні навантаження виникають у верхньому перерізі колони. Інші умови виникають, коли низ колони НКТ заякорений в експлуатаційній колоні свердловини. В цих умовах можлива втрата стійкості колони та її поздовжній згин. Аналогічно деформуються труби, при падінні колони у свердловину. В обох цих випадках в зонах контакту вигнутих частин колони НКТ з експлуатаційною виникають розпірні зусилля та деформація труб внаслідок появи великих сил тертя.
Найслабшою ланкою колони НКТ є верхня труба, а особливо, основа першого витка нарізки. Окрім цього можливий вихід нарізаної частини з муфти.

## Різновиди
Стандарт передбачає виготовлення насосно-компресорних труб (НКТ) сталевих безшовних гладких, з потовщеними (висадженими назовні) кінцями, гладких високогерметичних і безмуфтових із потовщеними кінцями. НКТ виготовляють діаметром 27-114 мм, із товщиною стінки 3-8 мм, довжиною 10; 5,5-8,5 і 8,5-10 м.
Розрізняють такі види насосно-компресорних труб:
ГнучкіТруба навита на спеціальний барабан насосно-компресорна труба (НКТ) малого діаметра, що використовується для обслуговування свердловин, через трубу на вибій свердловини подається азот, кислота та інші хімікати з метою хімічного оброблення тощо.
«Ліві»Умовна назва технологічних насосно-компресорних труб, у яких різьбові з'єднання виготовлені не у звичайному виконанні — зліва направо, а навпаки — справа наліво. Використовуються при виконанні ковильних робіт, коли необхідно відкручувати прихоплені у свердловині інші експлуатаційні труби.
ТехнологічніНасосно-компресорні труби, які використовуються для здійснення у свердловині різних технологічних операцій (гідравлічного розриву пласта, ізоляції припливу пластової води та ін.).
Ліфтові трубиНасосно-компресорні труби, які призначені для піднімання рідин і газів із вибою свердловини на поверхню. Син. — піднімальні труби.
ФонтанніЛіфтові труби у фонтанній, нафтовій чи газовій свердловині.